# مركز الخليج لحقوق الإنسان
مركز الخليج لحقوق الإنسان (GCHR) هي مؤسسة خيرية مستقلة غير ربحية تدافع عن حقوق الإنسان في الخليج والدول المجاورة والتي تشمل السعودية البحرين اليمن الإمارات العربية المتحدة وسلطنة عمان إيران قطر سوريا العراق الأردن الكويت لبنان.

يتم تمويل هذا المركز من قبل سيغريد راسينج. رؤيتها هي «تطوير وحماية المدافعين عن حقوق الإنسان في منطقة الخليج». هؤلاء المدافعين يقيمون في لبنان.
شارك في تأسيس المنظمة خالد إبراهيم مع عبد الهادي الخواجة ونبيل رجب ، النشطاء البحرينيان اللذان سجنا في البحرين.  الناشطة البحرينية مريم الخواجة هي من أبرز الأعضاء في هذا المركز.